# Calzadilla
Calzadilla is een gemeente in de Spaanse provincie Cáceres in de regio Extremadura. Calzadilla heeft 493 inwoners (1 januari 2016).

## Geografie
Calzadilla heeft een oppervlakte van 76 km² en grenst aan de gemeenten Casas de Don Gómez, Coria, Gata, Huélaga en Santibáñez el Alto.

## Burgemeester
De burgemeester van Calzadilla is Carlos Carlos Rodríguez.

## Galerij

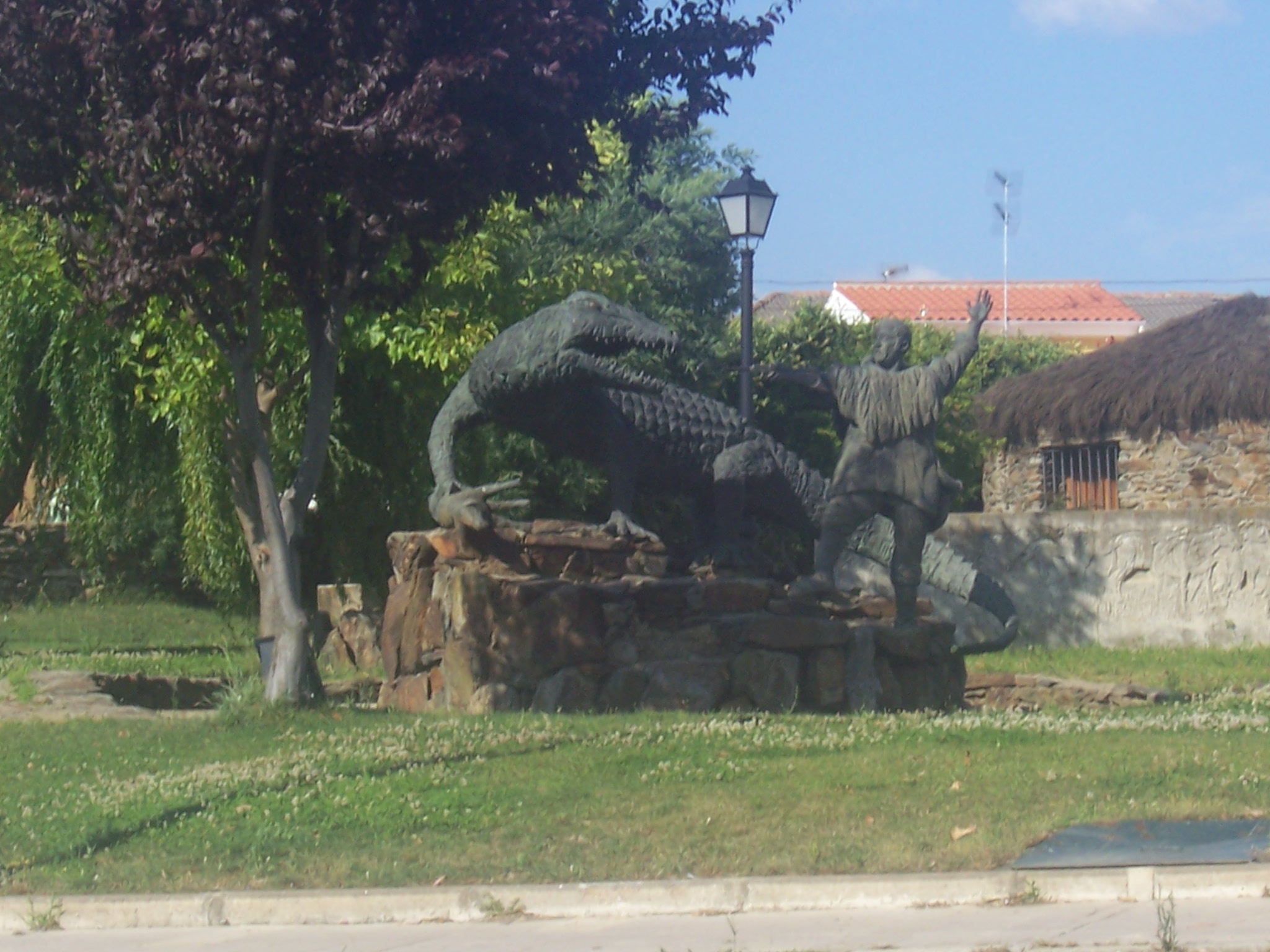

## Demografische ontwikkeling
Bron: INE, 1857-2011: volkstellingen